# روز تعطیل
روز تعطیل روزی است که در آن مردم به حسب قانون یا هنجار، فعالیت‌های روزمره‌شان نظیر رفتن به سر کار یا به مدرسه را کنار می‌گذارند یا کوتاه‌تر می‌کنند.
به‌طور کلی هدف از روزهای تعطیل بزرگداشت مناسبتی است که دارای اهمیت فرهنگی یا مذهبی است.
در بسیاری از جوامع، بین روزهای تعطیلی که توسط قانون تعیین شده و روزهای تعطیل مذهبی، تفاوت عمده‌ای وجود دارد. برای نمونه، در بسیاری از کشورهایی که عمدتاً مسیحی‌نشین هستند، روزهای تعطیل دولتی روی مناسبت‌های مسیحی متمرکز هستند و مناسبت‌های ادیان دیگر (مثل یوم کیپور) به‌طور رسمی تعطیل نیستند و یک «روز تعطیل کاری» محسوب می‌شوند (به این معنی که یهودیان در این روز کار نمی‌کنند).